# Согдиана (певица)
Окса́на Влади́мировна Нечита́йло (род. 17 февраля 1984, Ташкент, Узбекская ССР, СССР), более известна под сценическими псевдонимами Согдиа́на и Согдиа́на Федоринская — узбекская и российская певица, автор песен. Народная артистка Чеченской Республики (2009). Заслуженная артистка Республики Ингушетия (2018).

## Биография
Оксана Нечитайло (она же Согдиана) родилась 17 февраля 1984 года в Ташкенте — столице Узбекской ССР. По национальности — украинка. Её отец — Владимир Нечитайло — инженер, а мать — Лариса Федоринская по образованию медицинский работник. Её бабушка пела в церковном хоре.
Окончила музыкальную школу по классу фортепиано. Также занималась рисованием, танцами и вокалом.
Принимала участие во многих международных и республиканских конкурсах, и часто оказывалась среди лауреатов. В 2001 году вышел дебютный альбом певицы под названием Mening ko‘nglim (рус. Моя душа), включающий песни на узбекском, русском, таджикском и английском языках. В 2003 году Согдиана получила Государственную премию Узбекистана «Нихол».
С 2004 года в репертуаре Согдианы появились композиции на узбекском языке «Mening shahzodam» (рус. Мой принц), «Ovora bo‘lma» (рус. Не надейся), «Netay» (рус. Что мне делать), «Sen Kelma» (рус. Не приходи) и «Yurak Mahzun» (рус. Сердце-магнит), на которые также были сняты видеоклипы. Вскоре вышел альбом Mening Shahzodam… Baribir Kelar!, в который были включены эти композиции.
В 2006 году Согдиана стала участницей шестого сезона талант-шоу «Фабрики звёзд», музыкальным продюсером которого был Виктор Дробыш. В конце этого же года певица впервые стала лауреатом премии «Золотой граммофон» с русскоязычной версией песни «Yurak Mahzun» — «Сердце-магнит».
В 2007 году Согдиана сняла клип на песню «Синее небо» и начала работу над своим первым российским альбомом. Через некоторое время за песню «Синее небо» Согдиана получила вторую статуэтку «Золотого граммофона» и стала лауреатом телефестиваля «Новые песни о главном». Также была удостоена премии мэрии Москвы «Пилар» за вклад в развитие российской популярной музыки.
14 февраля 2008 года вышел в свет первый российский альбом Согдианы «Сердце-магнит».
В 2009 году Согдиане присвоили звание Народной артистки Чеченской Республики. Были сняты и презентованы видеоклипы на песни «Вспоминай меня» и «На восток от Эдема». Вскоре певица получила статуэтку «Золотого граммофона» за песню «На восток от Эдема».
В апреле 2010 года состоялась премьера песни и клипа «С тобой или без тебя». 30 января 2011 года был выпущен второй российский альбом Согдианы под названием «Эдем». Вскоре вышел новый сингл «Только не молчи», который позже был включён в лимитное переиздание альбома «Эдем».
В 2014 году, после трёхлетнего перерыва, Согдиана вернулась на сцену с клипом на песню «Молния». В 2015 году певица презентовала русскоязычную версию песни «Mening Shahzodam» под названием «Эпидемия», сняла клип на песню «Птица без крыла», а также выступила на юбилейной 20-й церемонии «Золотого граммофона», исполнив хит «Сердце-магнит».
В феврале 2016 года состоялась премьера совместного клипа с Авраамом Руссо на песню «Нет невозможного».
С января 2018 года Согдиана в лейбле Goldenlook Management Company. В феврале состоялась премьера песни «Будь со мной». В мае состоялась премьера песни «С тобой»
18 марта 2022 года выступила в «Лужниках» на митинге-концерте в честь годовщины аннексии Крыма Россией и в поддержку российского вторжения на Украину, под названием «Zа мир без нацизма! Zа Россию! Zа Президента».

## Достижения
- 1998 — получила звание лауреата на Республиканском конкурсе юных пианистов.
- 1999 — лауреат Узбекского телевизионного фестиваля эстрадной песни профессиональных исполнителей «САДО-99».
- 2002 — лауреат первого Республиканского конкурса эстрадных исполнителей «Мелодии моего края».
- 2003 — лауреат Международного конкурса исполнителей эстрадной песни «Путь к звёздам» (Санкт-Петербург, Россия).
- 2003 — лауреат Государственной премии для особо одарённой молодёжи «Нихол» 2003 (Ташкент, Узбекистан).
- 2005 — лауреат Международного конкурса исполнителей эстрадной песни «Дискавери» (Варна, Болгария).
- 2005 — лауреат Международного конкурса исполнителей эстрадной песни «Canzoni Dal Mondo» (Италия).
- 2006 — лауреат премии «Золотой граммофон» за песню «Сердце-магнит»[4].
- 2007 — лауреат премии «Золотой граммофон» за песню «Синее небо»[5].
- 2007 — лауреат премии «Пилар»
- 2008 — лауреат премии «Золотой граммофон» за песню «Ветер догнать»[6].
- 2009 — Звание Народной артистки Чеченской Республики.
- 2010 — Победитель премии «Бог Эфира» в номинации «Радиофаворит-Исполнительница»
- 2010 — лауреат премии «Золотой граммофон» за песню «На Восток от Эдема».
- 2015 — лауреат премии «Золотой граммофон» за песню «Сердце-магнит».
- 2018 — Звание Заслуженной артистки Республики Ингушетия.

## Дискография

### Студийные альбомы
- 2001 — Mening ko‘nglim (рус. Моя душа)
- 2005 — Mening shahzodam… Baribir kelar! (рус. Мой принц... Всё равно придёт!)
- 2008 — Сердце-магнит
- 2011 — Эдем
- 2018 — Я Выбираю Тебя

## Видеография
| Год  | Клип                                    | Режиссёр                           | Альбом                                                       |
| ---- | --------------------------------------- | ---------------------------------- | ------------------------------------------------------------ |
| 2000 | «Ассоль»                                | неизвестно                         | «Mening Ko’nglim»                                            |
| 2004 | «Mening Shahzodam»                      | неизвестно                         | «Mening Shahzodam… Baribir Kelar!»                           |
| 2004 | «Ovora Bo’lma»                          | неизвестно                         | «Mening Shahzodam… Baribir Kelar!»                           |
| 2005 | «Netay»                                 | Скан Мульти                        | «Mening Shahzodam… Baribir Kelar!»                           |
| 2005 | «Sen Kelma»                             | неизвестно                         | «Mening Shahzodam… Baribir Kelar!»                           |
| 2005 | «Yurak Mahzun» / «Сердце-магнит»        | Скан Мульти                        | «Mening Shahzodam… Baribir Kelar!» / «Сердце-магнит», «Эдем» |
| 2005 | «Meni Esla»                             | Бахром Якубов                      | OST «Согдиана»                                               |
| 2007 | «Синее небо»                            | Георгий Тоидзе                     | «Сердце-магнит»                                              |
| 2008 | «Разлетелись облака»                    | Андрей Болтенко                    | «Эдем»                                                       |
| 2008 | «Не оставляй»                           | Андрей Болтенко                    | «Эдем»                                                       |
| 2009 | «Вспоминай меня»                        | Баходыр Юлдашев                    | «Эдем»                                                       |
| 2009 | «На восток от Эдема»                    | Баходыр Юлдашев                    | «Эдем»                                                       |
| 2010 | «С тобой или без тебя»                  | Баходыр Юлдашев                    | «Эдем»                                                       |
| 2011 | «Только не молчи»                       | Баходыр Юлдашев                    | «Эдем»                                                       |
| 2014 | «Молния»                                | Ирина Миронова                     | «Я выбираю тебя»                                             |
| 2015 | «Птица без крыла»                       | Нина Дягилева Данила Зотов Ася Фри | «Я выбираю тебя»                                             |
| 2016 | «Нет невозможного» (feat. Авраам Руссо) | Жор Мелоян                         | «Я выбираю тебя»                                             |
| 2017 | «Неделимы»                              | Ёдгор Насыров                      | «Я выбираю тебя»                                             |
| 2018 | «Будь со мной»                          | Валентин Савин Катерина Лагода     | «Я выбираю тебя»                                             |
| 2018 | «С тобой»                               | Тарас Голубков                     | «Я выбираю тебя»                                             |
| 2018 | «Я выбираю тебя»                        | Александр Филатович                | «Я выбираю тебя»                                             |
| 2019 | «Кольцо» (feat. Абдулкарим)             | Рина Касюра                        | без альбома                                                  |
| 2019 | «Лови»                                  | Александр Филатович                | без альбома                                                  |
| 2020 | «Самый лучший день»                     | Serghey Grey                       | без альбома                                                  |

## Фильмография
- 2005 — Ходжа Насреддин — игра начинается — Ясмин
- 2006 — Согдиана — Согдиана Федоринская